# Chimanimani-Nationalpark
Der Chimanimani-Nationalpark ist ein in Simbabwe gegründeter Nationalpark, der 1950 ausgewiesen wurde. Seit einigen Jahren sind die Grenzen nach Mosambik im Nationalpark geöffnet, somit handelt es sich nun um einen grenzübergreifenden Park. 
Er liegt im östlichen Hochland von Simbabwe, nahe der Stadt Mutare und auf mosambikanischer Seite im Distrikt Sussundenga in der Provinz Manica. Es handelt sich um einen Gebirgspark, der nur zu Fuß zu erwandern ist. Typische Safari-Tiere leben hier nicht, jedoch ist die Landschaft sehr abwechslungsreich. Übernachtungsmöglichkeiten bestehen auf simbabwischer Seite des Nationalparks nicht, außer einer sehr einfachen Schutzhütte ohne fließend Wasser und Strom im Norden des Nationalparks. Im ganzen Gebiet gibt es jedoch einfache kleine Höhlen, in denen es sich gut übernachten lässt, kleine Gebirgsbäche versorgen den Wanderer mit frischem Wasser. Auf mosambikanischer Seite gibt es zwei ausgewiesene Campingplätze.
Höchster Punkt im Chimanimanigebirge ist Monte Binga mit 2.436 Metern. Der Gipfel liegt direkt hinter der Grenze in Mosambik. In zurückliegenden Zeiten war der im Nationalpark gelegene Skeleton Pass ein Weg, der von Sklavenhändlern benutzt wurde. Im Rahmen der Errichtung von Peace Parks in Afrika erstreckt sich dieser Park über beide Länder. Hierüber haben die beiden Staaten Mosambik und Simbabwe eine Absichtserklärung verfasst und unterschrieben. Der neue Peace Park sollte Chimanimani Transfrontier Conservation Area heißen. In Mosambik ist die offizielle Bezeichnung nun Parque Nacional de Chimanimani.